# Spathius rufobrunneus
Spathius rufobrunneus är en stekelart som beskrevs av Granger 1949. Spathius rufobrunneus ingår i släktet Spathius och familjen bracksteklar. Inga underarter finns listade i Catalogue of Life.